# K2-72 e
K2-72 e es el cuarto exoplaneta descubierto alrededor de la estrella K2-72, en la constelación de Acuario, a 181,1 años luz de la Tierra. Su confirmación se publicó en 2016, después de que se detectasen varios tránsitos del objeto frente a su estrella. Su radio es de 1,4 R⊕, por debajo del límite establecido por los expertos que distingue a los cuerpos terrestres de los gaseosos. Por tanto, es probable que sea un planeta terrestre. En la actualización de la base de datos exoplanetaria de la NASA del 23 de febrero de 2017, K2-72 e ocupa el décimo lugar entre los exoplanetas confirmados por Índice de Similitud con la Tierra, con un 84 % de semejanza.
Los otros tres exoplanetas encontrados alrededor de la estrella K2-72 son K2-72 b, K2-72 c y K2-72 d. Los tres son probablemente cuerpos terrestres y, debido a la cercanía de sus órbitas respecto a la estrella, es improbable que sus temperaturas permitan la existencia de vida.

## Características
K2-72 es una enana roja de tipo M2,5V, con una masa de 0,41 M☉ y un radio de 0,4 R☉. En los planetas pertenecientes a estrellas poco masivas como K2-72, el límite de acoplamiento de marea suele superar el confín externo zona habitable. Como resultado y considerando que ninguno de los exoplanetas encontrados en el sistema supera su borde externo, es muy probable que la rotación de cada uno de ellos esté sincronizada con sus órbitas y que, por tanto, cuenten con un hemisferio diurno y otro nocturno. La distancia entre K2-72 e y su estrella es de 0,12 UA o unos dieciocho millones de kilómetros según el PHL, ocho veces menos que la distancia entre la Tierra del Sol. Partiendo de la luminosidad de K2-72 y de la distancia orbital, el HZD del exoplaneta es de -0,99, justo en el límite interno de la zona habitable.
El radio del exoplaneta es de 1,4 R⊕, por debajo del límite de 1,6 R⊕ que distingue a los planetas telúricos de los minineptunos. La masa estimada del objeto es de unas 2,73 M⊕, lo que supondría una gravedad un 39 % mayor que la terrestre. El Laboratorio de Habitabilidad Planetaria de la UPRA, considerando la densidad del objeto, ha asignado un HZC de -0,16. Así pues, la concentración de metales de K2-72 e parece ser muy similar a la de la Tierra, aunque ligeramente inferior.
La temperatura de equilibrio de K2-72 e, calculada mediante su ubicación en el sistema y la luminosidad de su estrella, es de 6,95 °C. Si su atmósfera y albedo son similares a los de la Tierra, su temperatura media superficial sería de unos 45,25 °C. Sin embargo, es probable que por las características del planeta y su estrella, su temperatura real sea muy distinta y presente grandes oscilaciones entre el hemisferio iluminado y el opuesto. En Venus, que tiene una baja velocidad de rotación pero no es sincrónica y que proporcionalmente orbita a una distancia muy superior a la de K2-72 e, la diferencia entre la temperatura de equilibrio y la temperatura media en la superficie es de casi 500 °C. Si la concentración de gases de efecto invernadero sobre su superficie no es excesiva y si su composición atmosférica lo permite, podría ser un mesoplaneta o un termoplaneta.

## Sistema
K2-72 e es el cuarto exoplaneta confirmado en el sistema K2-72. Poco antes se descubrieron K2-72 b, K2-72 c y K2-72 d. Todos orbitan a distancias muy próximas entre sí y respecto a su estrella. K2-72 b completa una órbita alrededor de su astro cada 5,58 días, K2-72 c cada 15,19, K2-72 d cada 7,76 y K2-72 e cada 24,17. Durante la distancia mínima de intersección orbital, la separación entre K2-72 c y K2-72 e llega a ser de seis millones de kilómetros, unas dieciséis veces más que la distancia entre la Tierra y la Luna.